# منطقه الزبدانی
منطقه الزبدانی (به عربی: منطقه الزبدانی) یک منطقه در سوریه است که در استان ریف دمشق واقع شده‌است.

## خصوصیات
منطقه الزبدانی ۳۹۳٫۴۲ کیلومترمربع مساحت و ۶۳٬۷۸۰ نفر جمعیت دارد.